# Губский, Фёдор Алексеевич
Фёдор Алексеевич Губский (1823—1878) — генерал-майор Русской императорской армии, герой русско-турецкой войны 1877—1878 гг.

## Биография
Фёдор Губский родился в 1823 году, воспитывался в 1-м кадетском корпусе и в 1842 г. был выпущен прапорщиком в конно-артиллерийскую № 19 батарею.
В 1861 году капитан Губский был переведён за особое отличие в лейб-гвардии Конную артиллерию, в 1864 году был произведён в полковники и назначен командиром сперва 5-й конной батареи, а затем конно-артиллерийской бригады Кубанского казачьего войска.
Произведённый в 1871 году в генерал-майоры, Ф. А. Губский получил в командование гвардейскую конно-артиллерийскую бригаду, в 1873 г. был назначен помощником начальника артиллерии Кавказского военного округа, а в ноябре 1877 года — начальником артиллерии корпуса, действовавшего против турок на Кавказе. На этом посту Губский проявил не только энергичную административную деятельность, но и выдающуюся боевую. За «блистательные действия» руководимой им артиллерии при взятии Ардагана он был 31 июля 1877 года награждён орденом Святого Георгия 4-й степени:
Руководя 5-го мая батареями, расположенными на левом фланге нашей позиции, он давал им надлежащие направления, содействуя успеху атаки; когда войска, двинулись на приступ, он приказал выдвинуть 1-ю батарею 39-й артиллерийской бригады, которая метким огнем заставила неприятеля прекратить огонь.
Затем он участвовал в Зивинском сражении 13 июня и в разгроме армии Мухтара-паши на Аладжинских высотах 3 октября, где Губский, руководивший обстрелом Авлиара, одним из первых взошёл на гору и сам поворачивал захваченные турецкие орудия, заряжал их и стрелял по отступавшим туркам. 27 октября 1877 года Губский был награждён орденом Святого Георгия 3-й степени (№ 545 по кавалерским спискам)
В воздаяние отличнаго мужества и храбрости, оказанных в сражении с турками 3 октября при разбитии на Аладжинских высотах армии Мухтара-паши, где артиллерия, под его ближайшим руководством, действовала блистательно.
Фёдор Алексеевич Губский умер от тифа 14 февраля 1878 года в Гасан-Кале, не дожив 5 дней до окончания военных действий.
За время службы награждён орденами: Святого Станислава 2-й степени (1862), Святой Анны 2-й степени (1865), Святого Владимира 3-й степени (1869), Святого Станислава 1-й степени (1875), Святого Георгия 4-й степени (1877), Святого Георгия 3-й степени (1877).
Памятник Фёдору Губскому установлен в военном городке Большая Крепость российской военной базы в Армении.

## Комментарии
1. ↑  В официальных источниках отчество указано «Алексеевич»[1][2][3][4][5][6][7]. В некоторых посмертных изданиях указывается отчество «Александрович»[8][9].